# Chủ nghĩa nhân đạo

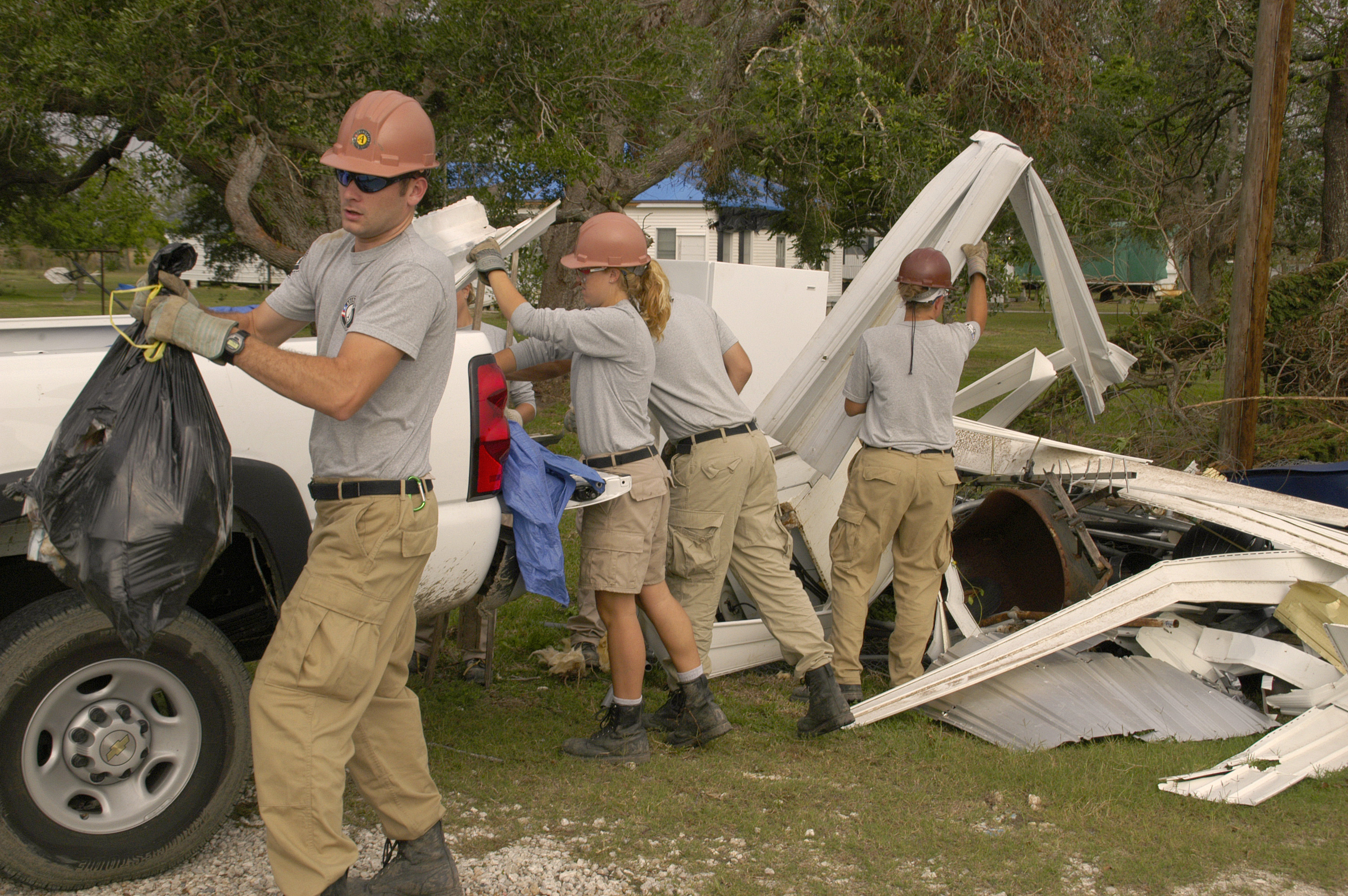
Những người tình nguyện cho AmeriCorps tại Louisiana

Nói chung, chủ nghĩa nhân đạo hay nhân đạo chủ nghĩa là một đạo lý có lòng tốt, từ thiện, và nhân ái đến toàn thể loài người một cách vô tư. Trong lịch sử, chủ nghĩa nhân đạo là một khái niệm luôn tiến triển nhưng luôn có tính toàn thể. Theo chủ nghĩa này, không ai nên kỳ thị người đau khổ hoặc bị hành hạ vì lý do giới tính, thiên hướng tình dục, dân tộc, đẳng cấp, tuổi, tôn giáo, hay quốc tịch.
Chủ nghĩa nhân đạo cũng được xác định là sự chấp nhận tất cả mọi người chỉ vì là con người và bỏ những quan điểm xã hội thiên vị, thành kiến, và thói quen phân biệt chủng tộc.